# Cyclosalpa sewelli
Cyclosalpa sewelli är en ryggsträngsdjursart som beskrevs av Metcalf 1927. Cyclosalpa sewelli ingår i släktet Cyclosalpa och familjen bandsalper. Inga underarter finns listade i Catalogue of Life.